# Sexlust
 + Lust (olika betydelser)
| Sexlust |
| --- |
| Kopparstick föreställande dödssynden Lust; från 1600-talet. - Betydelse – intresse eller drivkraft (lust) till sexuella handlingar - Syfte – fortplantning, sexuell njutning, samliv - Inramning – biologiskt behov (könsdrift eller libido) eller sociokulturell faktor - Relaterade begrepp – samtycke, sexuell upphetsning |

Sexlust, sexuell lust eller sexuell åtrå är en känsla och motiverande faktor kopplad till ett intresse för sexuella objekt eller aktiviteter. Alternativt kan det vara en drift eller drivkraft till att söka upp sexuella föremål eller få till en sexuell aktivitet. Den kan leda till kåthet (kättja) – den fysiska, kroppsliga upphetsningen. Lusten är i regel fluktuerande och ska skiljas mot den mer varaktiga könsdriften (se även libido).
Sexlusten är en aspekt av den mänskliga sexualiteten och varierar märkbart mellan olika individer och mellan olika tillfällen och situationer. Den kan sättas igång i hjärnan (genom sinnesintryck, upplevelser eller tankar) eller i kroppen (genom vibrationer, beröring eller smekning).

## Drivkraft eller motivator
Den sexuella lusten kan vara en mycket stark drivkraft för mänskligt beteende. Den syftar till njutning och glädje, är ofta mycket positivt laddad och är relaterad till kroppsligt välbehag. Den kan finnas i fantasier, relatera till andra personer, saker eller situationer. Den sexuella lusten är personlig och får därför ett personligt uttryck.

### Mer eller mindre
Vissa människor upplever inte sexlust; dessa kallas ibland asexuella. Lusten kan också gå upp eller ner i olika faser av livet. En tydligt nedsatt sexlust kan vara ett tecken på att något i kroppen, känslolivet, relationer eller i livet i övrigt är i obalans. Ibland kan det bero på obalanserade hormonnivåer, eller påverkan via någon medicinering. Även intag av alkohol eller andra droger kan påverka sexlusten negativt, liksom vissa hormonella preventivmedel.
Sexlust och upphetsning kan också komma oväntat eller vara oväntat stark, och ibland kan man inte styra triggandet av sexlusten. Brist på kontroll över sexlusten kan också påverkas av hur vi fantiserar, eller ger efter för olika impulser eller andra beteenden. Detta kan påverkas av mängden eller karaktären av olika sexuella stimuli, såsom onani, sex med andra eller konsumtion av pornografi. Ibland talas om "sexmissbruk" eller hypersexualitet.

### Igångsättande

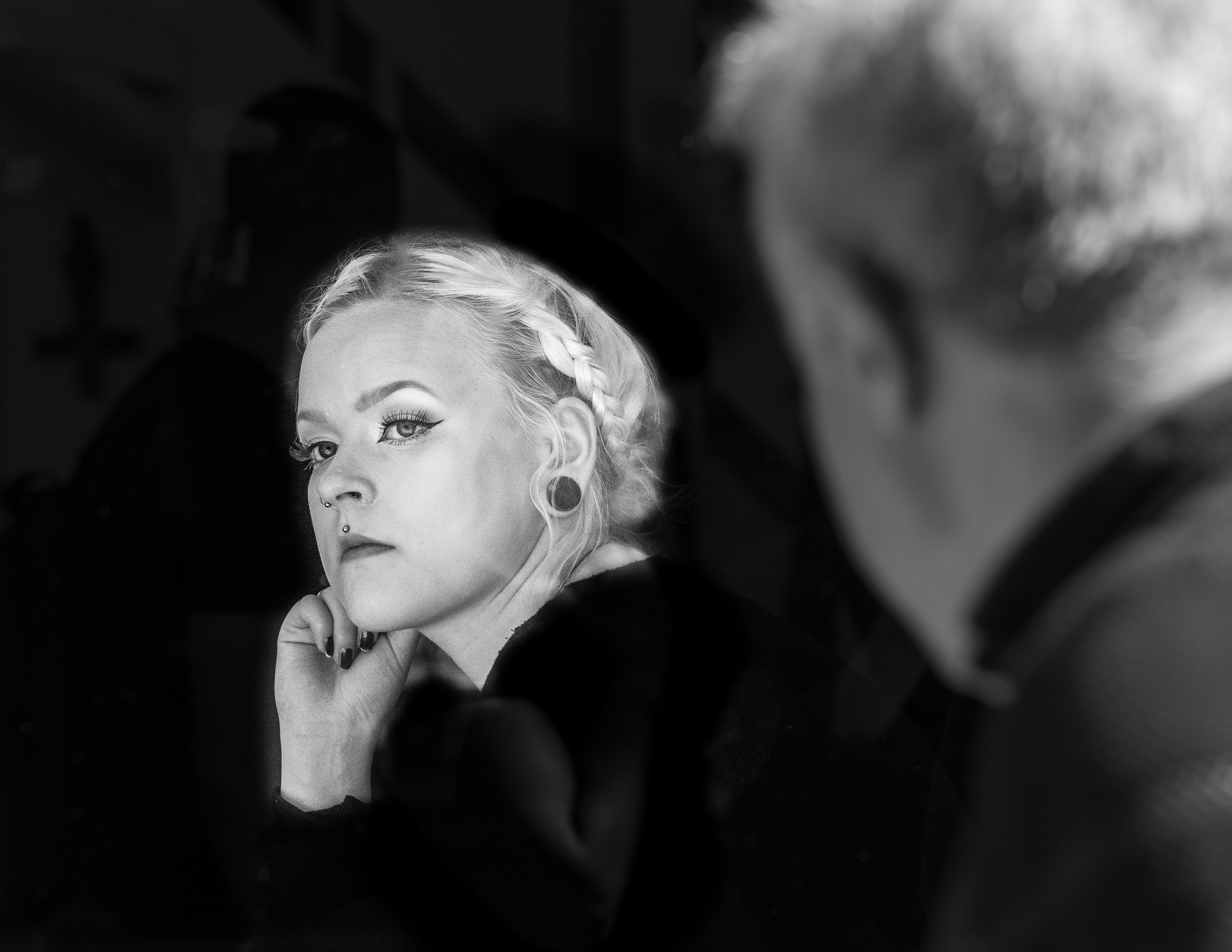
Attraktion från ett kaféfönster.

Sexlust är ett subjektivt känslotillstånd som kan igångsättas genom både intern och extern påverkan. Den leder ofta men inte alltid till (behov av) sexuellt beteende. Sexlusten kan lockas fram genom tankar och sexuella fantasier, eller genom kontakt med en person som man finner attraktiv. Den skapas och förstärks även genom sexuell spänning, vilken förorsakas av sexlust som ännu inte lett till konkret handling.
Fysisk iscensättning av sexlust hos människor kan ske genom slickande, sugande, utsträckt tunga (se fransk kyss) samt plutande med läppar och att läppar rör vid någon annan.

### Spontan eller responsiv
Sexuell lust kan vara spontan eller responsiv, positiv eller negativ, och den kan variera i intensitet längs med ett spektrum. Sexuell lust kommer ofta inte av sig själv, utan är beroende av rätt sammanhang, omständigheter och stimuli. Närhet till en person man finner attraktiv kan trigga lusten, liksom beröring och upplevd sexuell njutning. Detta kallas responsiv lust, vilket är vanligare hos kvinnor än hos män. Hos män, som ofta har en större samstämmighet – konkordans – mellan fysisk upphetsning och faktiskt sexlust, är den spontana sexlusten ofta vanligare.
Ibland talas om dessa två typer av sexlust som att man har en sexhjärna respektive sexkropp.

### Lust, upphetsning och njutning
Sexlusten är relaterad till upphetsning och njutning, men de är inte samma sak. Exempelvis kan lusten triggas av sexuella stimuli som av hjärnan upplevs njutningsfulla. Dessa kan också leda till sexuell upphetsning.
Kroppen kan uppvisa tecken på upphetsning spontant, utan att man känner någon sexuell lust. Detta kan ske genom rent fysisk stimulans av nervändarna i könsorgan och andra kroppsdelar – exempelvis när man rör motsvarande kroppsdelar mot en sadel eller cykelsadel. Under sömnen fylls svällkropparna i könsorganen, på samma sätt som vid medveten sexuell upphetsning.
Fysisk upphetsning kan ske oberoende av ens medvetna val. Exempelvis kan man få erektion eller fuktig slida under ett sexuellt övergrepp eller våldtäkt. Detta kan jämföras med det faktum att de flesta inte kan undvika att skratta när de blir kittlade (oavsett om de vill bli kittlade eller ej).

## Olika åldrar
De allra flesta människor har förmåga att frambringa en tydlig sexlust. Detta är oberoende av kön eller ålder, och vi är sexuella varelser hela livet (se även barns sexualitet och äldres sexualitet). Puberteten är en period i livet när sexlusten generellt blir större, vilket delvis påverkas av ökad hormonutsöndring i kroppen.

## Två teorier
Teoretiker och forskare använder sig av två olika system för att hantera den mänskliga sexlusten:
- Den första är känd som sexdrift (libido), där sexlusten kommer från en medfödd motiverande och biologisk kraft. Denna fungerar som en drift, ett behov, önskan eller vilja.[12]
- Den andra är enligt den sociokulturella teorin. Där konceptualiseras sexlusten som en av flera faktorer i en mycket större kontext, beroende på typen av förhållande, samhälle och kultur.[13][14]